# 강릉 굴산사지 승탑
강릉 굴산사지 승탑(江陵 崛山寺址 僧塔)은 대한민국 강원특별자치도 강릉시에 있는 탑으로 고려시대에 굴산사를 세운 범일국사(梵日國師)의 사리를 모신 탑이다. 1963년 1월 21일 대한민국의 보물 제85호로 지정되었다.

## 개요
이 승탑은 고려시대에 굴산사를 세운 범일국사(梵日國師)의 사리를 모신 탑으로 추정된다. 굴산사터의 위쪽에 자리잡고 있으며, 모든 부재가 8각을 기본으로 하여 조성되고 있지만 부분적으로는 변화된 수법을 보인다.
사리를 모시는 몸돌을 중심으로 아래로는 받침부분이 놓이고, 위로는 지붕돌과 꼭대기장식이 놓였다. 꼭대기장식으로는 상륜받침과 보개(寶蓋), 연꽃봉오리 모양의 구슬장식이 놓여 있다. 한 돌로 된 바닥돌은 8각의 평면이며, 위에는 접시 모양의 받침돌이 있다. 2단으로 된 8각의 괴임돌이 있는 아래받침돌은, 평면이 원형이며 구름무늬가 새겨져 있다. 그 위 중간받침돌에는 8개의 기둥을 세워 모서리를 정하고 각 면에 천상(天上)의 사람이 악기를 연주하는 모습이 새겨져 있다. 조각되어 있는 상은 8구 모두 서로 다른 악기를 연주하고 있는데, 악기는 장구(또는 장고)·훈(塤)·동발(銅발)·비파(琵琶)·소(簫：피리)·생황(笙簧)·공후(하프)·적(笛：대금) 순으로 묘사되어 있다. 그리고 맨 윗받침돌은 위를 향해 활짝 핀 연꽃모양을 새겼다. 몸체는 8각의 낮은 몸돌과 지붕의 경사가 급한 지붕돌로 이루어지는데, 지붕돌 처마끝의 치켜올림이 없어 밋밋하다.

## 같이 보기
- 범일국사
- 강릉 굴산사지 - 사적 제448호

## 참고 자료
- 강릉 굴산사지 승탑 - 국가유산청 국가유산포털